# Vondrov
Vondrov je bývalý panský a dnes hospodářský dvůr, který se nachází na západ od Ohrady, na návrší mezi Munickým rybníkem a Bezdrevem. Narodil se zde Václav Dragoun.

## Historie
Dvůr nechal roku 1550 postavit Ondřej Ungnad ze Suneku, který se snažil o zvýšení výnosu panství. V té době nesl název Ondřejovský dvůr, krátce poté byl přejmenován na Vondrov. V letech 1895-1898 byl asi 150 metrů na západ od původní budovy vystavěn Adolfem Josefem ze Schwarzenbergu nový dvůr. V této době byl Vondrov vzorovým panským dvorem s moderním vybavením a stájemi. Zároveň byl známý chovem ušlechtilých a kočárových koní. V roce 1636 byla v areálu vystavěna Marradasova boží muka. Až do roku 1964 tvořil součást katastrálního území Zlivi, dnes patří ke Hluboké nad Vltavou.

## Dostupnost
Okolo Vondrova prochází zeleně značená turistická stezka od Hluboké nad Vltavou na Munici.